# Kanchiganala, Dod Ballapur
Kanchiganala là một làng thuộc tehsil Dod Ballapur, huyện Bangalore Rural, bang Karnataka, Ấn Độ.